# Angela Rippon

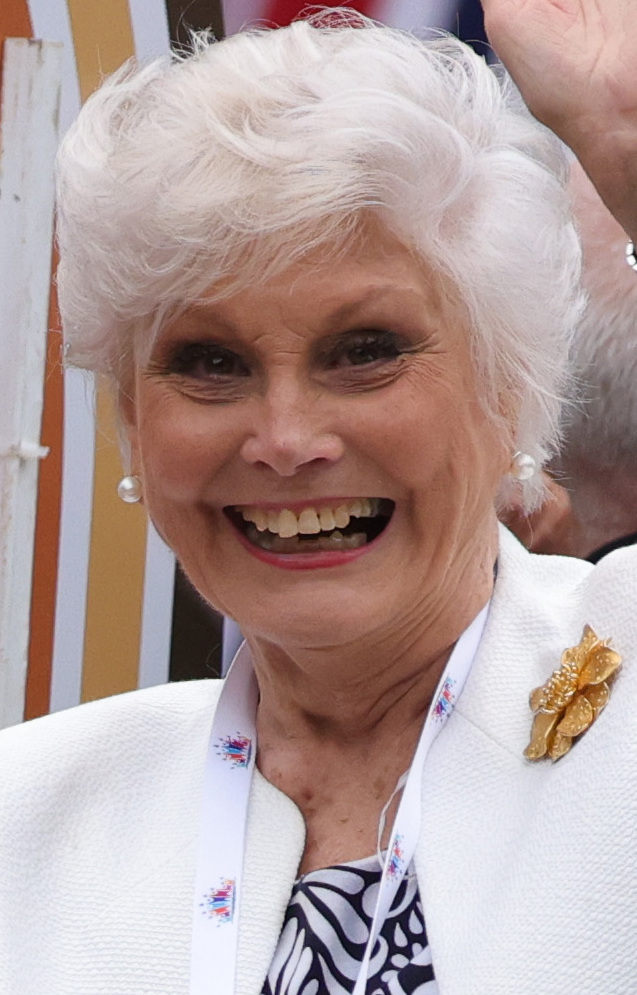
Angela Rippon (2022)

Angela Rippon, CBE (* 12. Oktober 1944 in Plymouth) ist eine englische Nachrichtensprecherin und Fernsehmoderatorin.
Rippon, die als BBC-Reporterin ihre Karriere begann, wurde 1975 die erste reguläre Nachrichtensprecherin der Nine O'Clock News bei BBC One. Sie blieb dort bis Anfang der 1980er Jahre und war ab da in einer Vielzahl von Unterhaltungssendungen und Fernsehmagazinen zu sehen. Sie moderierte unter anderem Top Gear, Come Dancing, The Big Breakfast und die Antiques Roadshow. Sie moderierte den Eurovision Song Contest 1977.
2011 nahm sie an der sechsten Staffel der Eiskunstlaufshow Dancing on Ice teil.
Im Jahr 2004 erhob sie Königin Elisabeth II. zum Offizier des Order of the British Empire. Im Zuge der New Year Honours 2017 wurde Rippon von der britischen Königin als Commander des Order of the British Empire ausgezeichnet.